# Leandro Ferreira
Leandro Ferreira is een gemeente in de Braziliaanse deelstaat Minas Gerais. De gemeente telt 2.986 inwoners (schatting 2009).

## Aangrenzende gemeenten
De gemeente grenst aan Bom Despacho, Conceição do Pará, Martinho Campos, Nova Serrana en Pitangui.